# Copa das Confederações da CAF de 2023–24
A Copa das Confederações da CAF de 2018-19 foi a 21ª edição do torneio, que é a segunda competição de clubes mais importante do continente africano. O vencedor da Copa das Confederações da CAF em 2023-24 ganhou o direito de jogar contra o vencedor da Liga dos Campeões da CAF de 2023–24 na Supercopa da CAF de 2024.
O Zamalek, clube egípcio, sagrou-se campeão pela segunda vez da competição.

## Alocação das vagas
Todos os 56 membros da CAF podem entrar na Liga dos Campeões da CAF, com os 12 melhores ranqueados de acordo com o Ranking de 5 anos da CAF podendo inscrever duas equipes na competição. O campeão da edição da passada da competição também tem direito a uma vaga.
Para a edição de 2023–24, a CAF usou o ranking entre 2018 e 2023, que calcula pontos para cada associação participante com base na performance dos clubes através destes 5 anos na Liga dos Campeões da CAF e na Copa das Confederações da CAF. Os critérios para os pontos são os seguintes:
|                                  | Liga dos Campeões da CAF | Copa das Confederações da CAF |
| -------------------------------- | ------------------------ | ----------------------------- |
| Campeão                          | 6 pontos                 | 5 pontos                      |
| Vice-campeão                     | 5 pontos                 | 4 pontos                      |
| Eliminado na semifinal           | 4 pontos                 | 3 pontos                      |
| Eliminado nas quartas de final   | 3 pontos                 | 2 pontos                      |
| Terceiro lugar na fase de grupos | 2 pontos                 | 1 ponto                       |
| Quarto lugar na fase de grupos   | 1 ponto                  | 0,5 ponto                     |

Os pontos são multiplicados por um coeficiente de acordo com o ano do seguinte modo:
- 2022–23 – 5
- 2021–22 – 4
- 2020–21 – 3
- 2019–20 – 2
- 2018–19 – 1

## Equipes classificadas
As seguintes 52 equipes de 41 associações entraram na competição.
- Equipes (em negrito) se classificaram diretamente a segunda fase.
- As outras equipes entraram na primeira fase.

As associações abaixo são mostradas de acordo com o seu ranking entre 2018 e 2023.
| Associação                                                        | Equipe                                                            | Classificação |
| Associações elegíveis para entrar com duas equipes (Ranking 1–12) | Associações elegíveis para entrar com duas equipes (Ranking 1–12) | Associações elegíveis para entrar com duas equipes (Ranking 1–12)                                                                                           |
| ----------------------------------------------------------------- | ----------------------------------------------------------------- | --- |
| Marrocos · (1º – 180 pts)                                         | FUS Rabat                                                         | 3º lugar – Campeonato Marroquino de Futebol de 2022–23 |
| Marrocos · (1º – 180 pts)                                         | RS Berkane                                                        | Campeão – Detentor do título (campeão da Copa do Trono de Marrocos de 2021–22)                                                                              |
| Egito · (2º – 172,5 pts)                                          | Zamalek                                                           | 3º lugar – Campeonato Egípcio de Futebol de 2022–23 |
| Egito · (2º – 172,5 pts)                                          | Future                                                            | 4º lugar – Campeonato Egípcio de Futebol de 2022–23 |
| Argélia · (3º – 134 pts)                                          | USM Alger                                                         | Detentor do título (campeão da Copa das Confederações 2023–24                                                                                               |
| Argélia · (3º – 134 pts)                                          | ASO Chlef                                                         | Campeão – Copa da Argélia de Futebol de 2022–23 |
| África do Sul · (4º – 114 pts)                                    | SuperSport United                                                 | 3º lugar – Campeonato Sul-Africano de Futebol de 2022–23 |
| África do Sul · (4º – 114 pts)                                    | Sekhukhune United                                                 | Vice-campeão – Copa da África do Sul de Futebol de 2022–23                                                                                                  |
| Tunísia · (5º – 101 pts)                                          | Club Africain                                                     | 3º lugar – Campeonato Tunisiano de Futebol de 2022–23 |
| Tunísia · (5º – 101 pts)                                          | Olympique de Béja                                                 | Campeão – Copa da Tunísia de Futebol de 2022–23 |
| Tanzânia · (6º – 56,5 pts)                                        | Azam                                                              | 3º lugar – Campeonato Tanzaniano de Futebol de 2022–23 |
| Tanzânia · (6º – 56,5 pts)                                        | Singida Fountain Gate                                             | 4º lugar – Campeonato Tanzaniano de Futebol de 2022–23 |
| República Democrática do Congo · (7º – 54 pts)                    | Saint-Éloi Lupopo                                                 | Inscrito após protestar contra a classificação da FECOFA, com o cancelamento do Campeonato Nacional de Futebol da República Democrática do Congo de 2022–23 |
| República Democrática do Congo · (7º – 54 pts)                    | —                                                                 | Nenhum clube foi bem sucessido em conseguir uma licença da CAF                                                                                              |
| Angola · (8º – 41,5 pts)                                          | Sagrada Esperança                                                 | 3º lugar – Girabola de 2022–23 |
| Angola · (8º – 41,5 pts)                                          | Académica do Lobito                                               | Vice-campeão – Taça de Angola de Futebol de 2022–23 |
| Sudão · (9º – 39 pts)                                             | Hay Al-Arab                                                       | 3º lugar – Campeonato Sudanês de Futebol de 2022–23 |
| Sudão · (9º – 39 pts)                                             | Haidoub                                                           | 4º lugar – Campeonato Sudanês de Futebol de 2022–23 |
| Guiné · (10º – 29 pts)                                            | Milo                                                              | 3º lugar – Campeonato Guineano de Futebol de 2022–23 |
| Guiné · (10º – 29 pts)                                            | Académie SOAR                                                     | 4º lugar – Campeonato Guineano de Futebol de 2022–23 |
| Líbia · (11º – 28 pts)                                            | Al-Hilal Benghazi                                                 | 3º lugar – Campeonato Líbio de Futebol de 2022–23 |
| Líbia · (11º – 28 pts)                                            | Abu Salim                                                         | 4º lugar – Campeonato Líbio de Futebol de 2022–23 |
| Nigéria · (12º – 25 pts)                                          | Rivers United                                                     | 3º lugar – Campeonato Nigeriano de Futebol de 2022–23 |
| Nigéria · (12º – 25 pts)                                          | Bendel Insurance                                                  | Campeão – Copa da Nigéria de Futebol de 2023 |
| Associações elegíveis para entrar com uma equipe                  |                                                                   | |
| Costa do Marfim · (13º – 21 pts)                                  | AFAD Djékanou                                                     | Vice-campeão – Copa da Costa do Marfim de Futebol de 2022–23                                                                                                |
| Zâmbia · (14º – 15 pts)                                           | Maestro United                                                    | Vice-campeão – Campeonato Zambiano de Futebol de 2022–23 |
| República do Congo · (16º – 9,5 pts)                              | Diables Noirs                                                     | Vice-campeão – Campeonato Congolês de Futebol de 2022–23 |
| Senegal · (17º – 9 pts)                                           | Casa Sports                                                       | Vice-campeão – Copa do Senegal de Futebol de 2022–23 |
| Mali · (18º – 7 pts)                                              | Stade Malien                                                      | Campeão – Copa Mali de Futebol de 2022–23 |
| Togo · (19º – 5 pts)                                              | ASC Kara                                                          | Vice-campeão – Campeonato Togolês de Futebol de 2022–23 |
| Uganda · (19º – 5 pts)                                            | Kampala City                                                      | Vice-campeão – Campeonato Ugandense de Futebol de 2022–23                                                                                                   |
| Botswana · (21º – 4 pts)                                          | Gaborone United                                                   | Campeão – Copa Botswana de Futebol de 2022–23 |
| Burquina Fasso · (23º – 2 pts)                                    | EF Ouagadougou                                                    | Vice-campeão – Campeonato Burquinense de Futebol de 2022–23                                                                                                 |
| Essuatíni · (23º – 2 pts)                                         | Young Buffaloes                                                   | Vice-campeão – Campeonato Essuatiniano de Futebol de 2022–23                                                                                                |
| Quênia · (23º – 2 pts)                                            | Kakamega Homeboyz                                                 | Campeão – Copa do Quênia de Futebol de 2023 |
| Níger · (27º – 1 pts)                                             | Douanes de Niamey                                                 | Campeão – Copa do Níger de Futebol de 2023 |
| Benim · (27º – 1 pts)                                             | AS Loto FC                                                        | Campeão – Copa do Benim de Futebol de 2023 |
| Gana · (27º – 1 pts)                                              | Dreams FC                                                         | Campeão – Copa do Gana de Futebol de 2022–23 |
| Mauritânia · (27º – 1 pts)                                        | AS Douanes Mauritania                                             | Campeão – Copa da Mauritânia de Futebol de 2023 |
| Burundi                                                           | Aigle Noir                                                        | Campeão – Copa do Burundi de Futebol de 2023 |
| Comores                                                           | Belle Lumière                                                     | Vice-campeão – Copa do Comoros de Futebol de 2023 |
| Djibuti                                                           | Arta/Solar 7                                                      | Campeão – Copa do Djibouti de Futebol de 2023 |
| Etiópia                                                           | Bahir Dar Kenema                                                  | Vice-campeão – Campeonato Etíope de Futebol de 2022–23 |
| Guiné Equatorial                                                  | Cano Sport Academy                                                | Campeão – Copa da Guiné Equatorial de Futebol de 2023 |
| Libéria                                                           | Watanga                                                           | Campeão – Copa da Libéria de Futebol de 2023 |
| Madagáscar                                                        | Elgeco Plus                                                       | Campeão – Copa de Madagáscar de Futebol de 2023 |
| Moçambique                                                        | Ferroviário da Maputo                                             | Campeão – Taça de Moçambique de Futebol de 2023 |
| Ruanda                                                            | Rayon Sports                                                      | Campeão – Copa da Ruanda de Futebol de 2023 |
| Seicheles                                                         | La Passe                                                          | Campeão – Copa da Seychelles de Futebol de 2023 |
| Serra Leoa                                                        | Kallon                                                            | Campeão – Copa de Serra Leoa de Futebol de 2023 |
| Somália                                                           | Horseed FC                                                        | Campeão – Copa de Somália de Futebol de 2023 |
| Sudão do Sul                                                      | Al Merreikh Juba                                                  | Campeão – Copa do Sudão do Sul de Futebol de 2023 |
| Zanzibar                                                          | JKU                                                               | Campeão – Copa de Zanzibar de Futebol de 2023 |

| - Cabo Verde - Camarões - Chade - Eritreia - Gabão - Gâmbia - Guiné-Bissau - Lesoto - Malawi - Ilhas Maurícias - Namíbia - República Centro-Africana - Reunião - São Tomé e Príncipe - Zimbabwe |

## Fases de qualificação
O sorteio para a primeira e a segunda fase foi realizado em 25 de julho de 2023, na sede da CAF, no Cairo, Egito.
Nesta fase, cada vaga foi disputada em partidas de ida e volta. Caso o placar agregado esteja empatado no final da partida de volta a regra do gol fora de casa foi aplicada. Caso o empate ainda persista o vencedor foi definido pela disputa por pênaltis.

### Primeira fase
| Equipe 1              | Total       | Equipe 2          | 1.º jogo | 2.º jogo |
| --------------------- | ----------- | ----------------- | -------- | -------- |
| Bendel Insurance      | 1–1 (4–3 p) | ASO Chlef         | 1–0      | 0–1      |
| FUS Rabat             | 5–0         | AS Loto FC        | 3–0      | 2–0      |
| Casa Sports           | 1–1 (gf)    | EF Ouagadougou    | 1–1      | 0–0      |
| Arta/Solar 7          | 6–0         | Horseed FC        | 3–0      | 3–0      |
| Singida Fountain Gate | 4–3 (gf)    | JKU               | 4–1      | 0–2      |
| Bahir Dar Kenema      | 3–3 (4–3 p) | Azam              | 2–1      | 1–2      |
| Olympique de Béja     | 0–1         | Abu Salim         | 0–1      | 0–0      |
| Kakamega Homeboyz     | 1–4         | Al-Hilal Benghazi | 0–0      | 1–4      |
| Sekhukhune United     | w/o         | Young Buffaloes   | —        | —        |
| Cano Sport Academy    | 1–4         | Maestro United    | 1–1      | 0–3      |
| Ferroviário da Maputo | w/o         | Belle Lumière     | —        | —        |
| Gaborone United       | 3–2         | Elgeco Plus       | 0–1      | 3–1      |
| AS Douanes Mauritania | 2–2 (gf)    | Académie SOAR     | 2–2      | 0–0      |
| ASC Kara              | 1–2         | AFAD Djékanou     | 0–0      | 1–2      |
| Milo                  | 2–3         | Dreams FC         | 1–1      | 1–2      |
| Douanes de Niamey     | w/o         | Kallon            | —        | —        |
| Watanga               | 2–7         | Stade Malien      | 1–3      | 1–4      |
| Hay Al-Arab           | w/o         | Aigle Noir        | —        | 0–1      |
| Haidoub               | 0–1         | Al Merreikh Juba  | 0–1      | 0–0      |
| Académica do Lobito   | 4–3         | La Passe          | 2–1      | 2–2      |

### Segunda rodada
| Equipe 1              | Total       | Equipe 2            | 1.º jogo | 2.º jogo |
| --------------------- | ----------- | ------------------- | -------- | -------- |
| Bendel Insurance      | 2–3         | RS Berkane          | 2–2      | 0–1      |
| FUS Rabat             | 1–1 (gf)    | USM Alger           | 1–1      | 0–0      |
| EF Ouagadougou        | 0–2         | Rivers United       | 0–0      | 0–2      |
| Arta/Solar 7          | 3–4         | Zamalek             | 2–0      | 1–4      |
| Singida Fountain Gate | 2–4         | Future              | 1–0      | 1–4      |
| Bahir Dar Kenema      | 2–3         | Club Africain       | 2–0      | 0–3      |
| Abu Salim             | 5–4         | Kampala City        | 3–1      | 2–3      |
| Al-Hilal Benghazi     | 2–2 (4–2 p) | Rayon Sports        | 1–1      | 1–1      |
| Sekhukhune United     | 4–2         | Saint-Éloi Lupopo   | 3–1      | 1–1      |
| Maestro United        | 1–4         | Diables Noirs       | 1–2      | 0–2      |
| Ferroviário da Maputo | 1–1 (3–5 p) | Sagrada Esperança   | 1–0      | 0–1      |
| Gaborone United       | 1–4         | SuperSport United   | 1–1      | 0–3      |
| Académie SOAR         | 3–2         | AFAD Djékanou       | 1–2      | 2–0      |
| Dreams FC             | 3–2         | Kallon              | 2–1      | 1–1      |
| Stade Malien          | 3–3 (gf)    | Aigle Noir          | 2–0      | 1–3      |
| Al Merreikh Juba      | 0–3         | Académica do Lobito | 0–0      | 0–3      |

## Fase de Grupos
Copa das Confederações da CAF de 2023–24 – Fase de Grupos
O sorteio para a fase de grupos foi realizado em 6 de outubro de 2023 em Joanesburgo, África do Sul. Os 16 vencedores dos segunda rodada foram alocados em três grupos, Pote 1, Pote 2 e Pote 3, contendo 4, 4 e  8 times, respectivamente. Os times dos Potes 1 e 2 foram sorteados em diferentes grupos.
As equipes foram divididas nos potes pelo ranking da CAF (em parênteses).
| Equipe        | Pts |
| ------------- | --- |
| Zamalek       | 39  |
| RS Berkane    | 37  |
| USM Alger     | 27  |
| Rivers United | 10  |

| Equipe            | Pts |
| ----------------- | --- |
| Diables Noirs     | 5   |
| Sagrada Esperança | 4   |
| Future            | 2,5 |
| Club Africain     | 2   |

| Equipe              | Pts |
| ------------------- | --- |
| Académica do Lobito | —   |
| Dreams FC           | —   |
| Académie SOAR       | —   |
| Abu Salim           | —   |
| Al-Hilal Benghazi   | —   |
| Stade Malien        | —   |
| Sekhukhune United   | —   |
| SuperSport United   | —   |

| Legenda                   |
| Classificado à Fase final |
| Eliminado                 |

### Grupo A
| Pos. | Equipe            | Pts | J | V | E | D | GP | GC | SG |
| ---- | ----------------- | --- | - | - | - | - | -- | -- | -- |
| 1    | USM Alger         | 13  | 6 | 4 | 1 | 1 | 8  | 3  | +5 |
| 2    | Future            | 11  | 6 | 3 | 2 | 1 | 9  | 3  | +6 |
| 3    | Al-Hilal Benghazi | 6   | 6 | 2 | 0 | 4 | 6  | 13 | –7 |
| 4    | SuperSport United | 4   | 6 | 1 | 1 | 4 | 5  | 9  | –4 |

|                   | AHI | FUT | SUP | USM |
| ----------------- | --- | --- | --- | --- |
| Al-Hilal Benghazi |     | 1–2 | 2–1 | 2–1 |
| Future            | 5–0 |     | 1–0 | 0–0 |
| SuperSport United | 2–1 | 1–1 |     | 0–2 |
| USM Alger         | 2–0 | 1–0 | 2–1 |     |

### Grupo B
| Pos. | Equipe            | Pts | J | V | E | D | GP | GC | SG  |
| ---- | ----------------- | --- | - | - | - | - | -- | -- | --- |
| 1    | Zamalek           | 16  | 6 | 5 | 1 | 0 | 11 | 1  | +10 |
| 2    | Abu Salim         | 9   | 6 | 3 | 0 | 3 | 5  | 6  | -1  |
| 3    | Sagrada Esperança | 8   | 6 | 2 | 2 | 2 | 5  | 2  | +3  |
| 4    | Académie SOAR     | 1   | 6 | 0 | 1 | 5 | 0  | 12 | –12 |

|                   | ABU | ACA | SAG | ZAM |
| ----------------- | --- | --- | --- | --- |
| Abu Salim         |     | 1–0 | 1–0 | 1–2 |
| Académie SOAR     | 0–2 |     | 0–0 | 0–4 |
| Sagrada Esperança | 3–0 | 2–0 |     | 0–0 |
| Zamalek           | 1–0 | 3–0 | 1–0 |     |

### Grupo C
| Pos. | Equipe              | Pts | J | V | E | D | GP | GC | SG  |
| ---- | ------------------- | --- | - | - | - | - | -- | -- | --- |
| 1    | Dreams FC           | 12  | 6 | 4 | 0 | 2 | 11 | 7  | +4  |
| 2    | Rivers United       | 12  | 6 | 4 | 0 | 2 | 10 | 8  | +2  |
| 3    | Club Africain       | 10  | 6 | 3 | 1 | 2 | 9  | 4  | +5  |
| 4    | Académica do Lobito | 1   | 6 | 0 | 1 | 5 | 6  | 17 | –11 |

|                     | ACA | CAF | DFC | RIV |
| ------------------- | --- | --- | --- | --- |
| Académica do Lobito |     | 1–3 | 2–3 | 2–3 |
| Club Africain       | 1–1 |     | 2–0 | 3–0 |
| Dreams FC           | 3–0 | 1–0 |     | 2–1 |
| Rivers United       | 3–0 | 1–0 | 2–1 |     |

### Grupo D
| Pos. | Equipe            | Pts | J | V | E | D | GP | GC | SG |
| ---- | ----------------- | --- | - | - | - | - | -- | -- | -- |
| 1    | RS Berkane        | 14  | 6 | 4 | 2 | 0 | 10 | 2  | +8 |
| 2    | Stade Malien      | 10  | 6 | 3 | 2 | 2 | 6  | 6  | 0  |
| 3    | Sekhukhune United | 6   | 6 | 1 | 3 | 2 | 2  | 4  | –2 |
| 4    | Diables Noirs     | 2   | 6 | 0 | 2 | 4 | 3  | 9  | –6 |

|                   | DIA | RSB | SEK | STA |
| ----------------- | --- | --- | --- | --- |
| Diables Noirs     |     | 1–1 | 0–0 | 1–3 |
| RS Berkane        | 2–0 |     | 2–0 | 3–0 |
| Sekhukhune United | 2–1 | 0–0 |     | 0–0 |
| Stade Malien      | 1–0 | 1–2 | 1–0 |     |

## Fase final

### Sorteio
O mecanismo de sorteio de cada fase é o seguinte:
- No sorteio das quartas de final, os quatro líderes dos grupos serão colocados em um pote, enquanto que os quatro vice-líderes serão colocados em outro. As equipes que finalizaram em primeiro lugar na fase de grupos (pote 1 no sorteio) enfrentarão as equipes que finalizaram em segundo lugar (pote 2). As equipes do mesmo grupo não podem ser sorteadas entre si, podendo ser sorteadas equipes de um mesmo país.
- No sorteio das semifinais não existe cabeça de chave e equipes do mesmo grupo (fase de grupos) e do mesmo país podem ser sorteadas.

### Equipes classificadas
| Grupo | Líderes de grupo | Vice-líderes de grupo |
| ----- | ---------------- | --------------------- |
| A     | USM Alger        | Future                |
| B     | Zamalek          | Abu Salim             |
| C     | Dreams FC        | Rivers United         |
| D     | RS Berkane       | Stade Malien          |

### Chaveamento
|  | Quartas de final         | Quartas de final         | Quartas de final         | Quartas de final         |   |           | Semifinais       | Semifinais       | Semifinais       | Semifinais       |  |            | Final           | Final           | Final           | Final           |  |  |
|  | 31 de março e 7 de abril | 31 de março e 7 de abril | 31 de março e 7 de abril | 31 de março e 7 de abril |   |           | 21 a 28 de abril | 21 a 28 de abril | 21 a 28 de abril | 21 a 28 de abril |  |            | 10 e 17 de maio | 10 e 17 de maio | 10 e 17 de maio | 10 e 17 de maio |  |  |
|  |                          |                          |                          |                          |   |           |                  |                  |                  |                  |  |            |                 |                 |                 |                 |  |  |
|  | Rivers United            | 1                        | 0                        | 1                        |   |           |                  |                  |                  |                  |  |            |                 |                 |                 |                 |  |  |
|  | USM Alger                | 0                        | 2                        | 2                        |   |           |                  |                  |                  |                  |  |            |                 |                 |                 |                 |  |  |
|  | USM Alger                | 0                        | 2                        | 2                        |   | USM Alger | 0                | –                | 0                |                  |  |            |                 |                 |                 |                 |  |  |
|  |                          |                          |                          |                          |   | USM Alger | 0                | –                | 0                |                  |  |            |                 |                 |                 |                 |  |  |
|  |                          | RS Berkane (w.o.)        | 3                        | –                        | 3 |           |                  |                  |                  |                  |  |            |                 |                 |                 |                 |  |  |
|  | Abu Salim                | RS Berkane (w.o.)        | 3                        | –                        | 3 | 0         | 2                | 2                |                  |                  |  |            |                 |                 |                 |                 |  |  |
|  | Abu Salim                |                          |                          |                          |   | 0         | 2                | 2                |                  |                  |  |            |                 |                 |                 |                 |  |  |
|  | RS Berkane               | 0                        | 3                        | 3                        |   |           |                  |                  |                  |                  |  |            |                 |                 |                 |                 |  |  |
|  | RS Berkane               | 0                        | 3                        | 3                        |   |           |                  |                  |                  |                  |  | RS Berkane | 2               | 0               | 2               |                 |  |  |
|  |                          |                          |                          |                          |   |           |                  |                  |                  |                  |  | RS Berkane | 2               | 0               | 2               |                 |  |  |
|  |                          | Zamalek (gf)             | 1                        | 1                        | 2 |           |                  |                  |                  |                  |  |            |                 |                 |                 |                 |  |  |
|  | Future                   | Zamalek (gf)             | 1                        | 1                        | 2 | 1         | 1                | 2                |                  |                  |  |            |                 |                 |                 |                 |  |  |
|  | Future                   |                          |                          |                          |   | 1         | 1                | 2                |                  |                  |  |            |                 |                 |                 |                 |  |  |
|  | Zamalek                  | 2                        | 1                        | 3                        |   |           |                  |                  |                  |                  |  |            |                 |                 |                 |                 |  |  |
|  | Zamalek                  | 2                        | 1                        | 3                        |   | Zamalek   | 0                | 3                | 3                |                  |  |            |                 |                 |                 |                 |  |  |
|  |                          |                          |                          |                          |   | Zamalek   | 0                | 3                | 3                |                  |  |            |                 |                 |                 |                 |  |  |
|  |                          | Dreams FC                | 0                        | 0                        | 0 |           |                  |                  |                  |                  |  |            |                 |                 |                 |                 |  |  |
|  | Stade Malien             | Dreams FC                | 0                        | 0                        | 0 | 1         | 1                | 2                |                  |                  |  |            |                 |                 |                 |                 |  |  |
|  | Stade Malien             |                          |                          |                          |   | 1         | 1                | 2                |                  |                  |  |            |                 |                 |                 |                 |  |  |
|  | Dreams FC                | 2                        | 1                        | 3                        |   |           |                  |                  |                  |                  |  |            |                 |                 |                 |                 |  |  |

### Quartas de final
| Equipe 1      | Total | Equipe 2   | 1.º jogo | 2.º jogo |
| ------------- | ----- | ---------- | -------- | -------- |
| Rivers United | 1 – 2 | USM Alger  | 1 – 0    | 0 – 2    |
| Abu Salim     | 2 – 3 | RS Berkane | 0 – 0    | 2 – 3    |
| Future        | 2 – 3 | Zamalek    | 1 – 2    | 1 – 1    |
| Stade Malien  | 2 – 3 | Dreams FC  | 1 – 2    | 1 – 1    |

### Semifinais
| Equipe 1  | Total | Equipe 2   | 1.º jogo     | 2.º jogo  |
| --------- | ----- | ---------- | ------------ | --------- |
| USM Alger | 0 – 3 | RS Berkane | 0 – 3 (w.o.) | Cancelada |
| Zamalek   | 3 – 0 | Dreams FC  | 0 – 0        | 3 – 0     |

### Finais
| 12 de maio de 2024 | RS Berkane                 | 2 – 1     | Zamalek    | Estádio Municipal de Berkane, Berkane     |
| 20:00 (UTC+1)      | Dayo 13' (pen) · Tahif 32' | Relatório | 46' Jaziri | Público: 10 000 Árbitro: KEN Peter Waweru |

| 19 de maio de 2024 | Zamalek   | 1 – 0     | RS Berkane | Estádio Internacional do Cairo, Cairo |
| 20:00 (UTC+3)      | Hamdi 23' | Relatório |            | Público: 52 000 Árbitro: SEN Issa Sy  |

Empate em 2–2 no agregado, Zamalek venceu nos gols fora.

## Premiação
| Copa das Confederações da CAF de 2023–24 |
| Egito                                    |
| ---------------------------------------- |
| Zamalek Campeão (2.º título)             |